# Trigonopterus sutrisnoi
Trigonopterus sutrisnoi – gatunek chrząszcza z rodziny ryjkowcowatych i podrodziny krytoryjków.

## Taksonomia
Gatunek ten opisany został po raz pierwszy w 2021 roku przez Radena P. Narakusumo i Alexandra Riedela na łamach „ZooKeys”. Jako miejsce typowe wskazano górę Dako w kabupatenie Tolitoli w indonezyjskiej prowincji Celebes Środkowy. Epitet gatunkowy nadano na cześć lepidopterologa, Hariego Sutrisno.

## Morfologia
Chrząszcz o ciele długości od 2,5 do 2,9 mm, wysklepionym, w zarysie prawie rombowatym, ubarwionym czarno z rdzawymi czułkami i ciemnordzawymi odnóżami. Ryjek samca zaopatrzony jest w listewkę środkową i parę listewek przyśrodkowych. Epistom jest niewyraźny. Powierzchnia przedplecza oprócz linii środkowej jest gęsto punktowana. Pokrywy mają nieregularne, małe punktowanie. Wszystkie odnóża mają uda pozbawione ząbków, zaopatrzone w karbowane listewki przednio-brzuszne. Tylna para odnóży ma na udach przedwierzchołkową łatkę strydulacyjną i ząbkowaną krawędź tylno-grzbietową, a na goleniach bardzo delikatnie ząbkowaną krawędź grzbietową. Genitalia samca mają prącie o bokach prawie równoległych, przy środku płytko przewężonych oraz skąpo oszczecinionym szczycie z pośrodkową wypustką. Aparat przenoszący jest kolcowaty, wsparty skomplikowanej budowy sklerytami. Przewód wytryskowy jest wyposażony w bulbus.

## Ekologia i występowanie
Ryjkowiec ten zasiedla podgórskie lasy. Spotykany jest na rzędnych od 720 do 970 m n.p.m. Bytuje na listowiu roślinności.
Owad orientalny, endemiczny dla Celebesu, znany tylko z lokalizacji typowej w prowincji Celebes Środkowy.